# Ikonnikovia (Plantae)
Ikonnikovia, monotipski biljni rod smješten u porodicu Plumbaginaceae. Jedina vrsta je I. kaufmanniana iz kineske pokrajine Xinjiang, Kazahstana i Kirgistana.
I. kaufmanniana je grmić koji naraste do 50 cm visine, rozih je cvjetova i lancetastih listova.

## Sinonimi
- Goniolimon kaufmannianum (Regel) O. & B. Fedtsch.
- Goniolimon kaufmannianum (Regel) Voss
- Limonium kaufmannianum (Regel) Kuntze
- Statice kaufmanniana Regel